# Zdeněk Krybus
Zdeněk Krybus (21. srpna 1923 Kojetín – 3. ledna 2007 Praha či Klášterní Skalice) byl český akademický sochař, zasloužilý umělec.

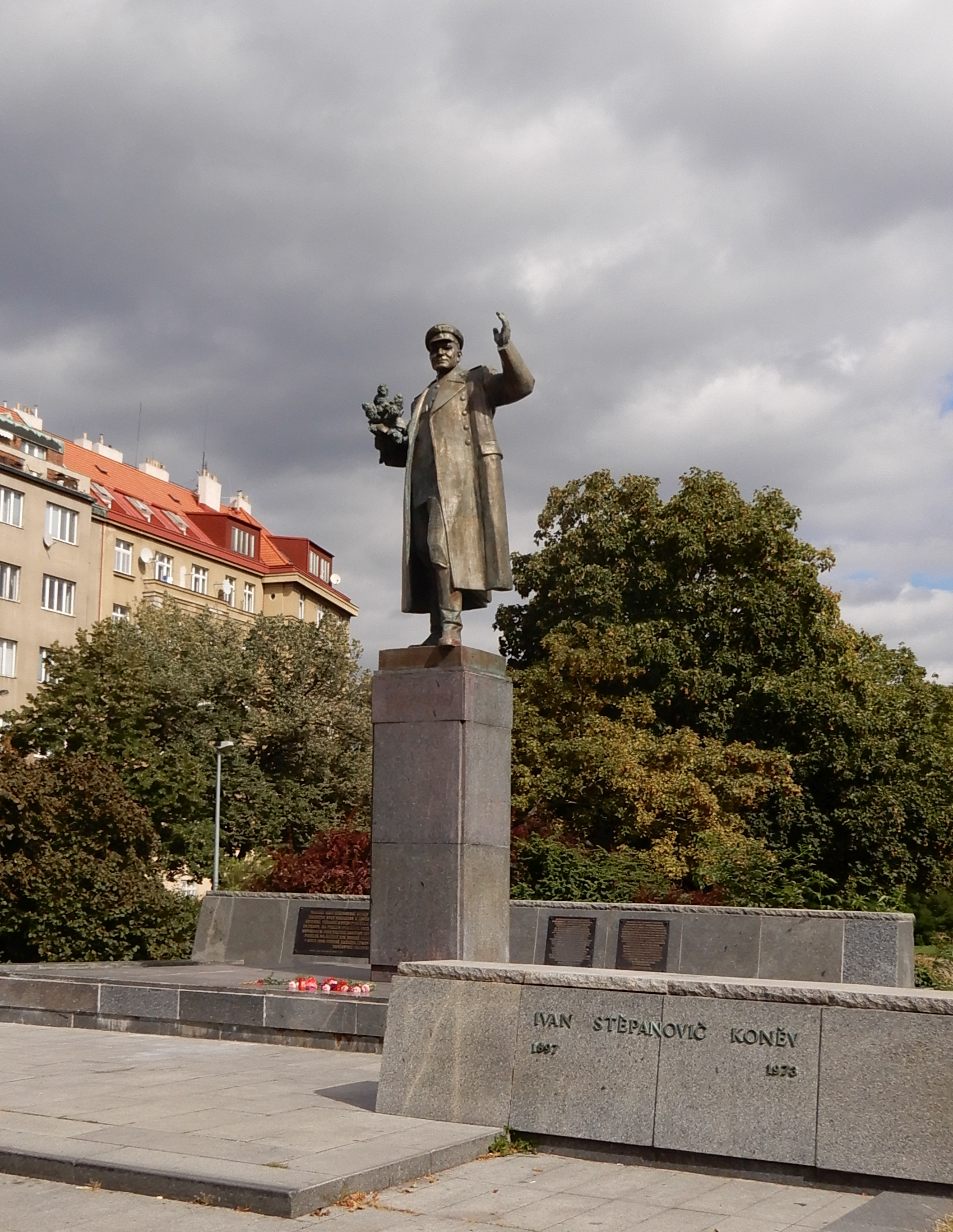
Pomník sovětského maršála Ivana Stěpanoviče Koněva v Praze, 1980

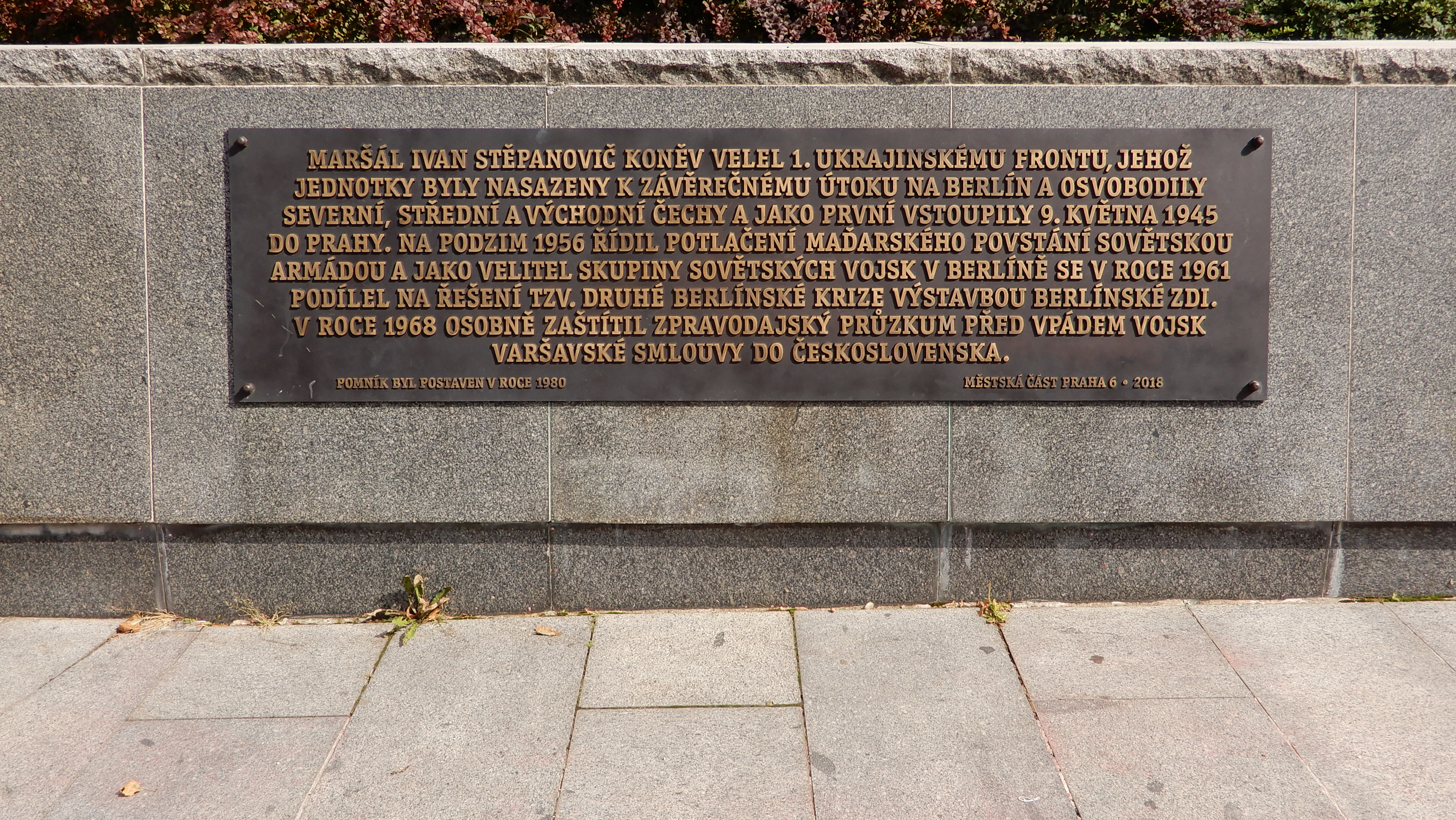
Tabulka s vysvětlujícím textem na pomníku Ivana Stěpanoviče Koněva v Praze, 2018

## Život
V raném mládí ztratil otce a brzy poté i matku.
V dětství projevoval kreslířské nadání. V roce 1942 vstoupil do Školy umění ve Zlíně, aby se stal malířem. Jeho kresby se vyznačovaly jistotou linie a správným postřehem formy.
Profesor Vincenc Makovský jej přijal za svého žáka. V letech 1944–1945 Krybus pracoval v sochařsko-štukatérských dílnách filmových ateliérů na Barrandově. V letech 1945–1949 studoval na Akademii výtvarných umění v Praze, a to ve speciální škole monumentálního sochařství profesora Karla Pokorného. V letech 1951–1954 byl u Karla Pokorného uměleckým aspirantem a v letech 1954–1955 byl jeho asistentem.. Spolupracoal s ním na realizaci jeho pomníku Sbratření. Brzy po roce 1945 vstoupil z přesvědčení chudého levicově orientovaného člověka do KSČ. Prostřednictvím kádrového prověření se pak dostal i k monumentálním zakázkám, které v soutěžích vítězily jako dovršení realistického sochařství tradice Myslbek-Pokorný. V letech 1972–1975 pracoval jako pedagog pro modelování na katedře výtvarné výchovy Pedagogické fakulty Karlovy univerzity v Praze a v Brandýse nad Labem, kde se habilitoval a užíval titul docent.. Podle jiných pramenů učil až do roku 1977.
V roce 1956 začal v Praze samostatnou uměleckou dráhu. Od roku 1976 se věnoval pouze sochařství. Tvořil v sádře, hlíně, bronzu i kameni. V roce 1974 byl jmenován zasloužilým umělcem.
Jeho manželství bylo bezdětné. Přátelil se s hudebníky a herci, byl oblíbeným vtipným vypravěčem. Poslední léta žil v Klášterní Skalici.

## Díla
Politicky angažovaná díla:
- Bronzový pomník Klementa Gottwalda, Gottwaldov, nám. Rudé armády, společně s Milošem Zetem, zakázka 1956, dokončeno 1961, odstraněn 1990,[6] památkové ochrany zbaven 1991, poté socha přes 20 let ležela na zádech v depozitáři, resp. v garáži zlínského archivu v Klečůvce, a uvažovalo se o prodeji, dražbě i roztavení.[7] V roce 2014 ředitele archivu těšilo, že socha nebyla zničená, roztavená, a označil ji za důležitý artefakt, který dokumentuje tehdejší dobu. Zmínil možnost jejího využití v expozici o historii města.[8]
- Pomník Revolučním bojovníkům, 1967, Třešť[1]
- Pomník Osvobození, 1970, Kojetín[1]
- Plastika Svépomoc, 1971, prostor před družstevními domy v Tyršově ulici, Kojetín[1]
- Hladový pochod nezaměstnaných 1931, 1972, Kojetín[1]
- Pomník Antonína Zápotockého, 1977, v Praze na Žižkově, na náměstí W. Churchilla (v letech 1977-1990 nazývané Náměstí A. Zápotockého), odstraněn 1990
- Skica nerealizovaného pomníku Osvobození Prahy Rudou armádou, hliněný model 1:10, 1980 (vítězný návrh ze soutěže SČVU k 35. výročí osvobození ČSSR, nerealizován z důvodu finanční náročnosti)
- Pomník maršála Koněva v Praze, 1980, Praha 6-Bubeneč[1]
- Poprsí K. Marxe, B. Engelse a V. I. Lenina pro Vysokou školu politickou v Praze - Vokovicích, bronzové reliéfy v nadživotní velikosti, odlity v listopadu 1989, neosazeny

Pomníky vědcům a umělcům:
- Jan Evangelista Purkyně, 1962, plastika ve vstupní hale Ministerstva zdravotnictví ČR v Praze[1]

Vytvořil též plastiky několika umělců, např. Antonína Dvořáka, Marie Tauberové, Jana Kubelíka (poslední dílo), Leoše Janáčka, Vítězslava Vejražky, Jaroslava Kociana.
Témata každodenního života a poetiky:
- Sedící děvče, 1973, nemocnice v Motole[1]
- Sedící chlapec, 1975, před školou v Rakovníku[1]
- Sedící chlapec s knihou, 1976, plastika pro Milovice[1]
- Poezie, 1977[1]
- Medvídě, 1986[1]
- Milenci, 1986[1]
- Španělská tanečnice, 1986, návrh pro bronz[1]

Jeho dílům se věnovalo několik výstavních katalogů a sborníků.